# Heidenheim (Mittelfranken)

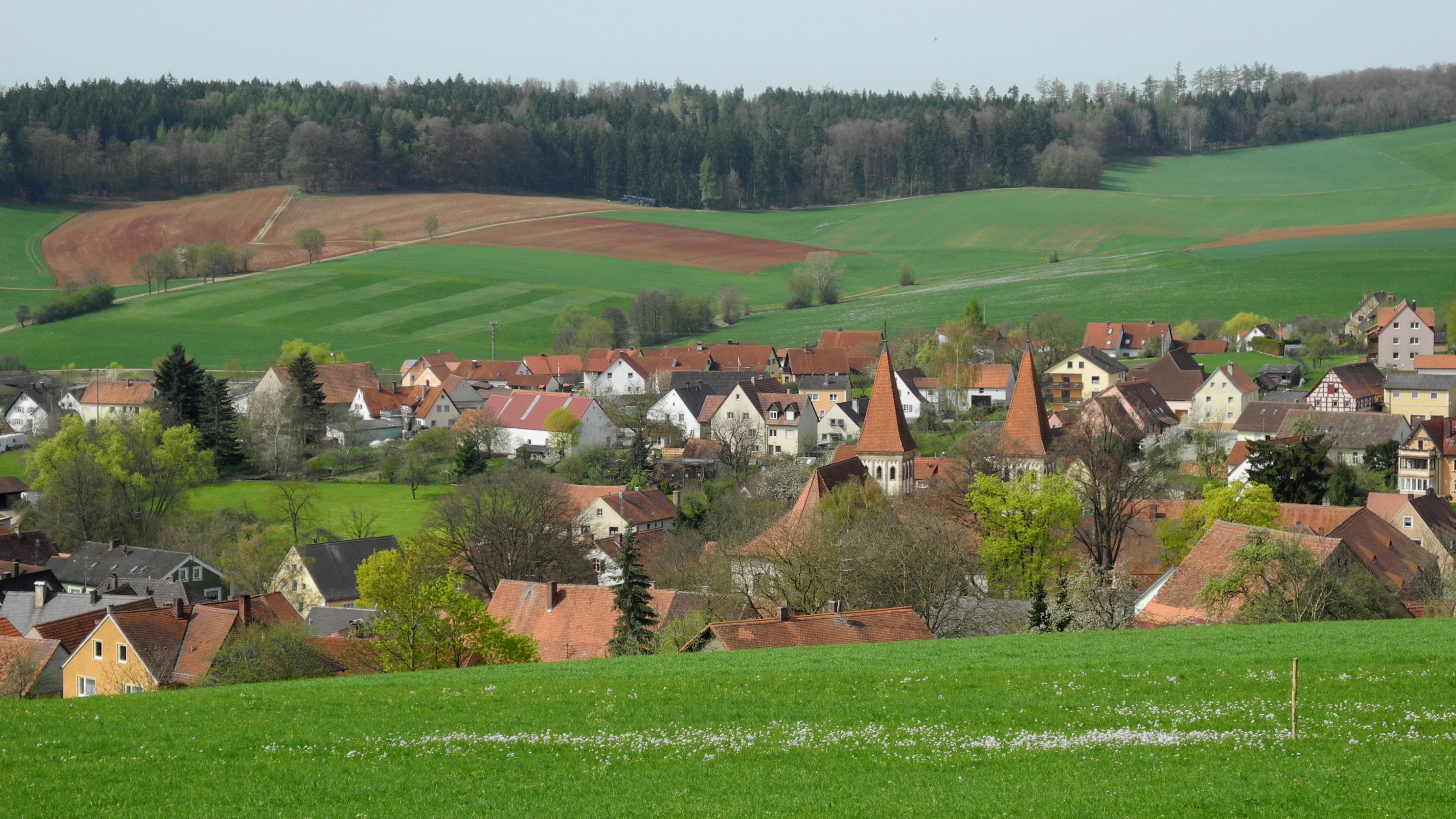
Heidenheim am Hahnenkamm

Heidenheim ([ˈhaɪ̯dn̩ˌhaɪ̯m] ⓘ, auch Heidenheim am Hahnenkamm genannt) ist ein Markt im mittelfränkischen Landkreis Weißenburg-Gunzenhausen und der Sitz der Verwaltungsgemeinschaft Hahnenkamm.

## Geographie

### Geographische Lage
Der Markt liegt im Westen des Landkreises Weißenburg-Gunzenhausen in der Region Westmittelfranken und befindet sich am Hahnenkamm, einem Höhenzug der Fränkischen Alb. Nahe dem Hauptort befindet sich der 656,4 Meter hohe Dürrenberg, die höchste Erhebung des Landkreises und zweithöchste Mittelfrankens. Weitere Erhebungen auf dem Gebiet der Marktgemeinde sind der Rechenberg, der Heidenheimer Buck, der Rote Berg, der Efferaberg und der Hungerberg. Das Gebiet ist sowohl von Wiesen und Feldern als auch von Wäldern geprägt. Auf dem Gebiet der Gemeinde liegen mehrere Quellen, darunter die der Rohrach, eines Nebenflusses der Wörnitz, der im Süden der Gemeinde durch den Hahnenkammsee fließt. Durch Heidenheim führen mehrere Staatsstraßen. Im Nordosten grenzt die Gemeinde an den Gelben Berg, im Südosten an den Berolzheimer Wald.
Die Nachbargemeinden sind:
| Gnotzheim | Dittenheim                                  | Meinheim         |
| Westheim  | Kompassrose, die auf Nachbargemeinden zeigt | Markt Berolzheim |
|           | Polsingen                                   | Treuchtlingen    |

### Gemeindegliederung
Es gibt 20 Gemeindeteile (in Klammern ist der Siedlungstyp angegeben):
- Balsenmühle (Einöde)
- Degersheim (Pfarrdorf)
- Eggenthal (Einöde)
- Fuchsmühle (Einöde)
- Gärtnershof (Einöde)
- Hasenmühle (Einöde)
- Hechlingen a.See (Pfarrdorf)
- Heidenheim (Hauptort)
- Hohentrüdingen (Pfarrdorf)
- Kirschenmühle (Einöde)
- Kohlhof (Einöde)
- Krämershof (Weiler)
- Kreuthof (Einöde)
- Krottenmühle (Einöde)
- Mariabrunn (Einöde)
- Obelshof (Einöde)
- Rohrach (Dorf)
- Scheckenmühle (Einöde)
- Stahlmühle (Einöde)
- Ziegelhütte (Einöde)

Auf dem Gemeindegebiet gibt es die Gemarkungen Degersheim, Hechlingen am See, Heidenheim und Hohentrüdingen. Die Gemarkung Heidenheim hat eine Fläche von 18,835 km². Sie ist in 1907 Flurstücke aufgeteilt, die eine durchschnittliche Flurstücksfläche von 9876,85 m² haben. In ihr liegen neben dem namensgebenden Ort die Gemeindeteile Balsenmühle, Eggenthal, Gärtnershof, Kirschenmühle, Kohlhof, Krämershof, Kreuthof, Krottenmühle, Mariabrunn, Obelshof, Scheckenmühle und Ziegelhütte.

### Natur

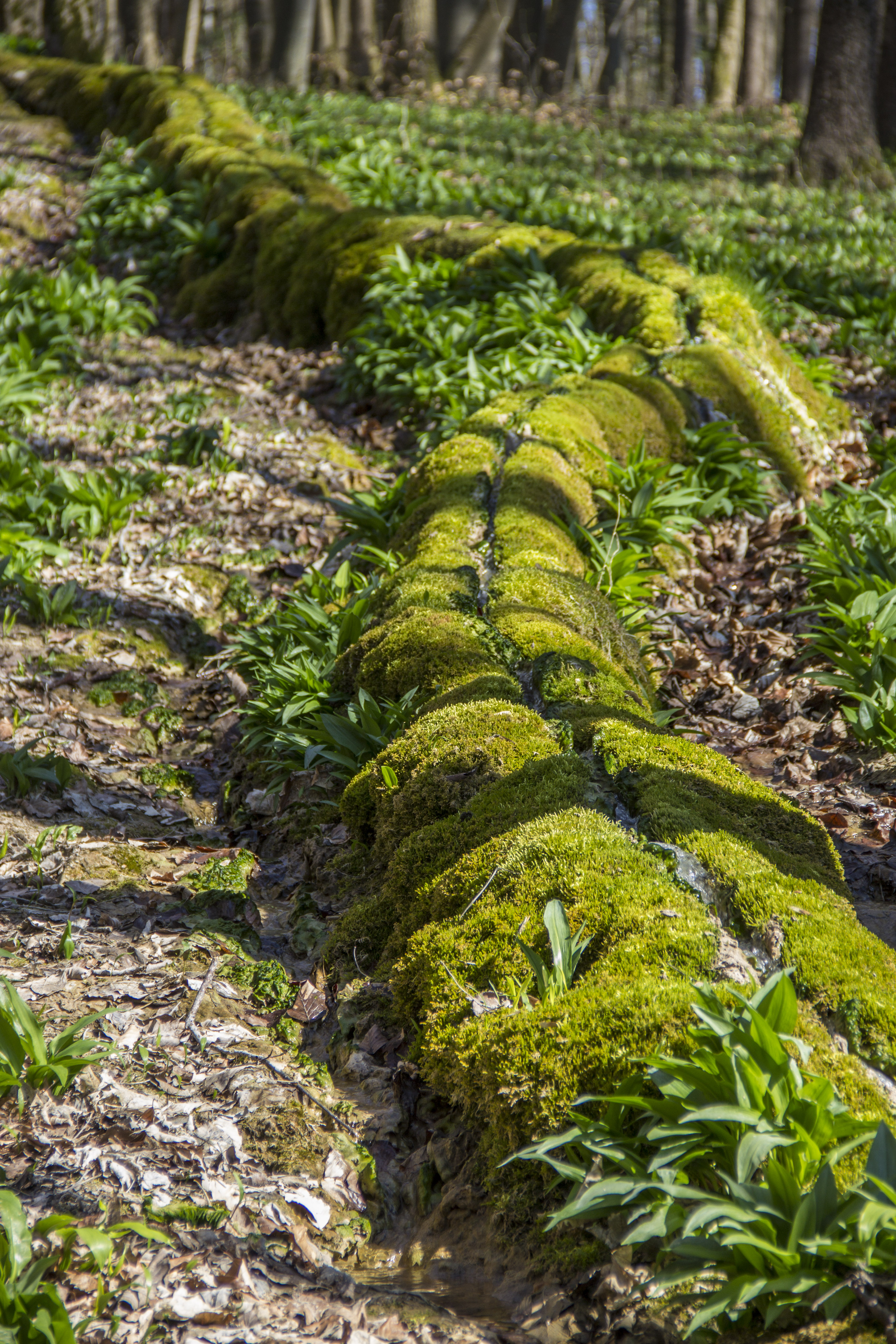
Käsrinne

Auf dem Gemeindegebiet befinden sich sechs vom Bayerischen Landesamt für Umwelt ausgezeichnete Geotope:
- Der ehemalige Steinbruch nordöstlich von Stahlmühle (577A006)
- Der Hohlweg nördlich von Hechlingen (577A006)
- Der Eisensandsteinaufschluss östlich von Hohentrüdingen (577A015)
- Der Quellaustritt sieben Quellen südwestlich von Heidenheim (577Q001)
- Die Steinerne Rinne nördlich von Hechlingen (577R005)
- Die Steinerne Rinne nordwestlich von Heidenheim oder auch Käsrinne (577R018)
- Der Hohle Stein nordwestlich Stahlmühle (577R019)

## Geschichte

### Bis zum 19. Jahrhundert
Das im Jahr 752 vom heiligen Wunibald gegründete Kloster Heidenheim war Wirkungsstätte der heiligen Walburga. Schirmvögte waren zunächst die Grafen von Truhendingen (Altentrüdingen), später die Herzöge von Bayern, dann die Burggrafen von Nürnberg (Hohenzollern). In der weiteren Folge gelangten Kloster und Siedlung zu den Markgrafen von Ansbach. Das Kloster wurde 1537 im Zuge der Reformation aufgelöst, Heidenheim ist bis heute evangelisch geprägt. Nach dem Dreißigjährigen Krieg wurde der Raum zur neuen Heimat zahlreicher Exulanten aus Österreich, die als Glaubensvertriebene dort Ansiedlungsmöglichkeiten fanden und die wirtschaftlichen und demographischen Kriegsfolgen überwinden halfen.
Heidenheim gehörte zum 1791 von Preußen erworbenen Fürstentum Ansbach und lag ab 1500 im Fränkischen Reichskreis. Als Teil Ansbachs fiel Heidenheim im Vertrag von Paris (Februar 1806) durch Tausch an das Königreich Bayern. Im Zuge der Verwaltungsreformen in Bayern entstand mit dem Gemeindeedikt von 1818 die Gemeinde. Schon 1808 wurde der Markt Heidenheim Sitz eines Landgerichts älterer Ordnung und war damit vergleichbar mit einer heutigen Kreisstadt. Der Landgerichtsbezirk Heidenheim gehörte zunächst zum Altmühlkreis, ab 1810 zum Oberdonaukreis und ab 1817 zum Rezatkreis, der 1838 in Mittelfranken umbenannt wurde. 1862 wurden die Landgerichte Heidenheim und Gunzenhausen zum Bezirksamt Gunzenhausen (ab 1939 Landkreis Gunzenhausen) zusammengefasst. Damit verlor Heidenheim wieder seinen Status als Bezirkshauptort und Sitz einer unteren staatlichen Verwaltungsbehörde.
Der Ortsname wurde in den 1970er Jahren von der einheimischen Bevölkerung etwa „Hoirna“ gesprochen, heute „Hanna“.

### Eingemeindungen

Einwohnerentwicklung von Heidenheim (Mittelfranken) von 1840 bis 2017 nach nebenstehender Tabelle

Am 1. Juli 1972 wurde im Rahmen der bayrischen Gemeindegebietsreform die Gemeinde Degersheim eingegliedert. Am 1. Mai 1978 kamen Hechlingen und Hohentrüdingen hinzu.

### Einwohnerentwicklung
| Jahr      | 1840 | 1900 | 1925 | 1950 | 1961 | 1970 | 1987 |
| Einwohner | 3314 | 2808 | 2623 | 3148 | 2597 | 2404 | 2538 |
| Jahr      | 1991 | 1995 | 2000 | 2005 | 2010 | 2015 | 2020 |
| Einwohner | 2849 | 2978 | 2735 | 2536 | 2364 | 2607 | 2548 |

## Politik

### Marktgemeinderat
Der Gemeinderat von Heidenheim setzt sich aus 14 Mitgliedern zusammen; zusätzlich gehört ihm der direkt gewählte Bürgermeister an. Die Gemeinderatswahlen seit 2014 ergaben folgende Stimmenanteile bzw. Sitzverteilungen:
| Liste                                      | 2020 | 2020  | 2014  |
| Liste                                      | %    | Sitze | Sitze |
| ------------------------------------------ | ---- | ----- | ----- |
| CSU-PWG/Freie Wähler Heidenheimer Liste    | 22,5 | 3     | 6     |
| Die Zukunft                                | 10,8 | 3     | –     |
| Bürger für Bürger                          | 10,4 | 1     | 2     |
| Freie Wählergemeinschaft Hechlingen am See | 22,1 | 3     | 2     |
| Liste Degersheim/Rohrach                   | 10,8 | 2     | 1     |
| Wählergemeinschaft Hohentrüdingen          | 13,5 | 2     | 2     |
| Bürgerblock                                | –    | –     | 1     |
| Gesamt                                     | 100  | 14    | 14    |

Erste Bürgermeisterin ist Susanne Feller.

### Gemeindefinanzen
Im Jahr 2023 betrugen die Gemeindesteuereinnahmen 3.279.000 Euro, davon waren (netto) 1.419.000 Euro Gewerbesteuereinnahmen.

### Wappen

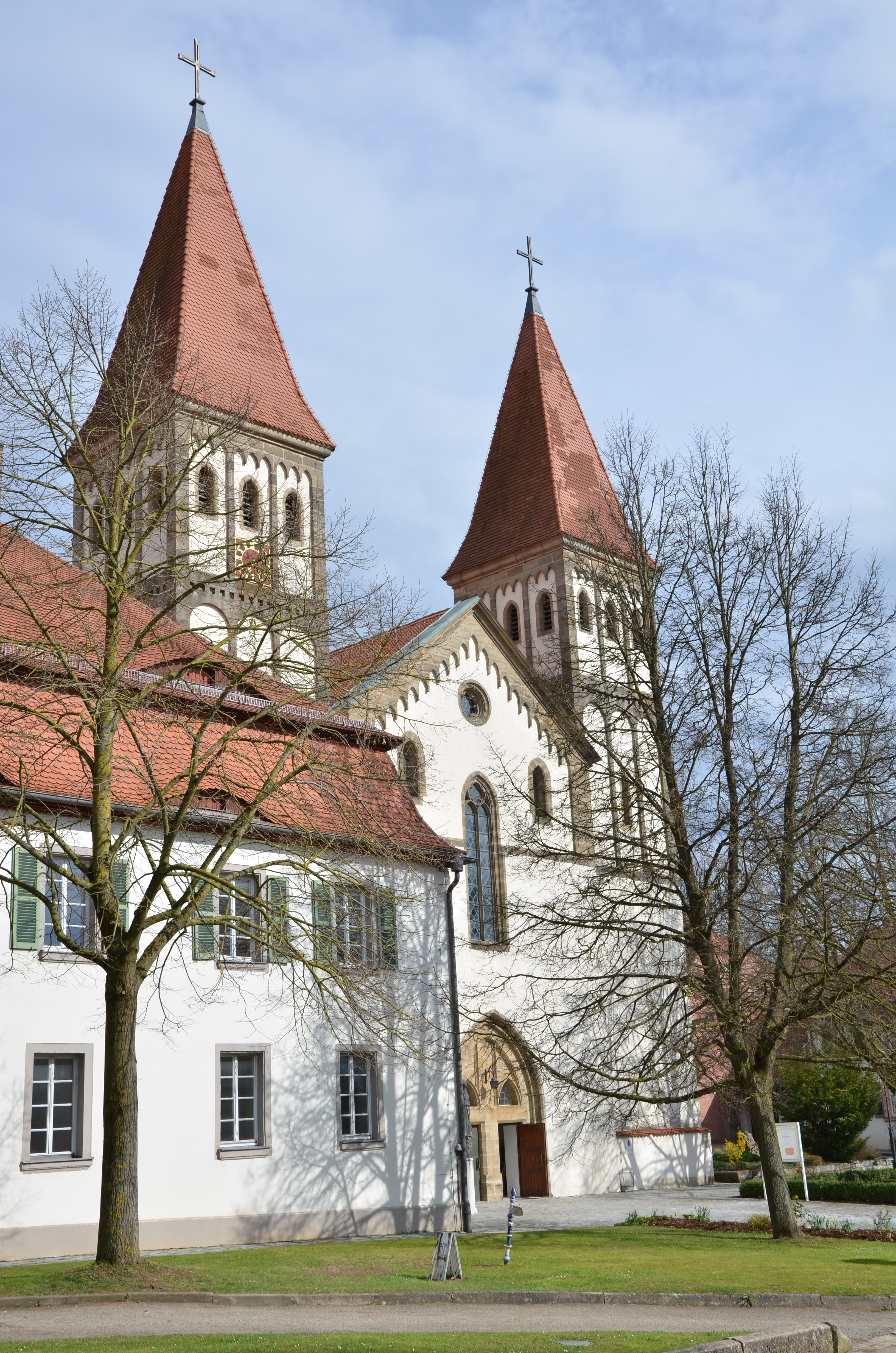
Münster St. Wunibald

| Wappen von Heidenheim (Mittelfranken) | Blasonierung: „In Silber ein blau gekleideter, bärtiger Heidenrumpf mit blauer Zipfelmütze über silbernem Turban“ |
| Wappen von Heidenheim (Mittelfranken) | Wappenbegründung: Heidenheim wird erstmals 752 erwähnt, als die beiden Brüder Wunibald und Willibald, der erste Bischof von Eichstätt, das Benediktinerkloster Heidanheim gegründet hatten. Neben dem Kloster entstand der gleichnamige Ort, der seit dem 14. Jahrhundert als Markt bezeichnet wird und unter der Landeshoheit der Grafen von Truhendingen stand. Nach deren Aussterben kam der Ort um 1400 an die Burggrafen von Nürnberg und späteren Markgrafen. Sie hatten seit 1537 die Ortsherrschaft inne und lösten im gleichen Jahr das Kloster auf. Aus dem Jahr 1556 ist der Abdruck eines Siegels überliefert mit dem für den nicht mehr verstandenen Ortsnamen redenden Heiden (Türken). Der Ortsname leitet sich von einem Personennamen ab und bedeutet „zum Heim eines Heido“. Gleiches Bild steht auch im Wappen der württembergischen Stadt Heidenheim. Zur Unterscheidung wies die Umschrift auf die brandenburgische Herrschaft hin. In einer farbigen Abbildung von 1601 sind als Farben Rot und Silber belegt. Seit dem 19. Jahrhundert steht das Siegelbild in einem Schild, die Farben legte Otto Hupp fest. Dieses Wappen wird seit dem 16. Jahrhundert geführt. |

## Kultur und Sehenswürdigkeiten

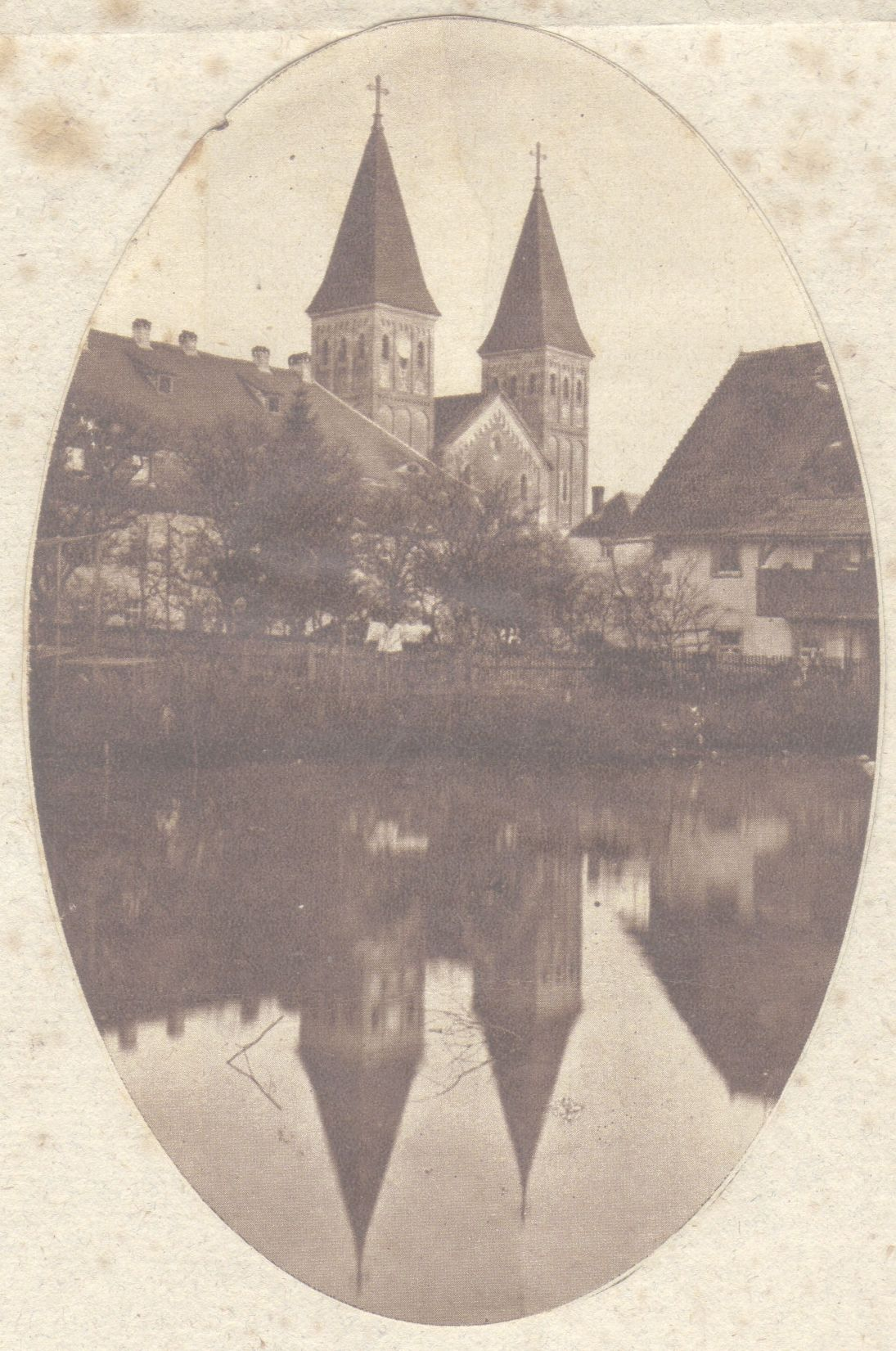
Münster St. Wunibald früher

Das romanische Münster St. Wunibald ist eine dreischiffige Pfeilerbasilika aus dem 12. Jahrhundert. Sie wurde auf den Grundmauern eines älteren Gotteshauses errichtet und besitzt einen großen gotischen Chor. Die ehemalige Klosterkirche des Benediktinerklosters Heidenheim dient heute der evangelisch-lutherischen Kirchengemeinde Heidenheim als Pfarrkirche.
Die moderne katholische Pfarrkirche St. Walburga wurde von dem Münchener Architekten Alexander von Branca in den Jahren 1975 bis 1977 am Westrand des Marktes auf einem kleinen Höhenzug erbaut. Durch das Gotteshaus bleiben die Elemente der kirchlichen Tradition von Heidenheim lebendig. Zugleich begegnen dem modernen Menschen Leitideen benediktinischer Spiritualität, neu gestaltet und in der Sprache eines modernen Sakralbaus.
Die Synagoge wurde 1853 an der Stelle einer 1851 abgebrannten älteren Synagoge von Eduard Bürklein errichtet und im November 1938 niedergebrannt. Der Bau wurde später als Lagerhaus genutzt und in den 1980er Jahren abgebrochen und durch ein Bankgebäude ersetzt.

## Wirtschaft und Infrastruktur

### Wirtschaft

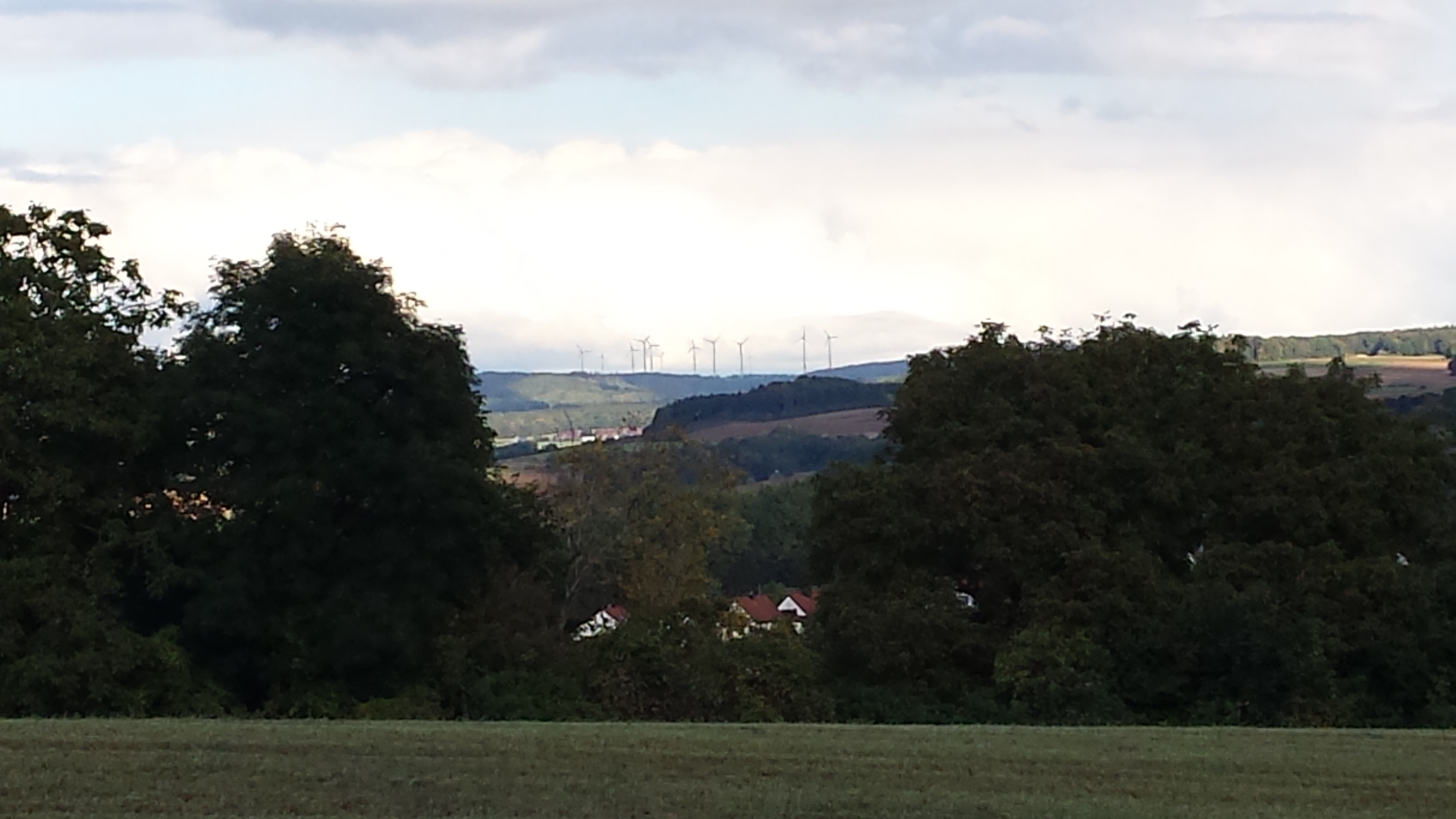
Windpark Hahnenkamm bei Degersheim. Gesehen aus der Entfernung von 15 km von einer Anhöhe bei Oettingen

Im Jahre 2023 gab es nach der amtlichen Statistik insgesamt 424 sozialversicherungspflichtig Beschäftigte am Arbeitsort. Sozialversicherungspflichtig Beschäftigte am Wohnort gab es 982. Im verarbeitenden Gewerbe gab es keinen, im Bauhauptgewerbe fünf Betriebe. Im Jahr 2020 bestanden zudem 67 landwirtschaftliche Betriebe mit einer landwirtschaftlich genutzten Fläche von mindestens zwei Hektar, die insgesamt 2281 Hektar bewirtschafteten; davon waren 1469 Hektar Ackerfläche und 812 Hektar Dauergrünfläche.
Der 1996 angelegte Windpark Hahnenkamm bei Heidenheim-Degersheim besteht seit 2011 aus zwölf Windkraftanlagen.

### Garnison
Ab den 1970er Jahren war Heidenheim mit der neuerbauten Hahnenkamm-Kaserne Standort des Heeres der Bundeswehr. Die Kaserne lag mit dem zugehörigen Standortübungsplatz einige Kilometer außerhalb der Ortschaft auf einem Bergrücken und stellte einen bedeutenden Wirtschaftsfaktor am Hahnenkamm dar. Zuletzt waren dort zwei Panzerbataillone PzBtl 303, PzBtl 304 und eine Panzerpionierkompanie stationiert. 2003 wurde die Kaserne im Zuge der Bundeswehrreform geschlossen, die Panzerbataillone aufgelöst, die Panzer Leopard 2A4 an Polen verkauft und die Panzerpionierkompanie nach Külsheim verlegt. Nachdem das Gelände einige Jahre brach gelegen war, kaufte ein örtlicher Unternehmer das Areal und produziert dort nun Heizungsanlagen.

### Bildung
Es bestehen folgende Einrichtungen (Stand 2024):
- 2 Kindertageseinrichtungen: 99 genehmigte Betreuungsplätze, 99 betreute Kinder
- 2 Grund- und Volksschulen: 17 Lehrkräfte, 279 Schülerinnen und Schüler

## Freizeit

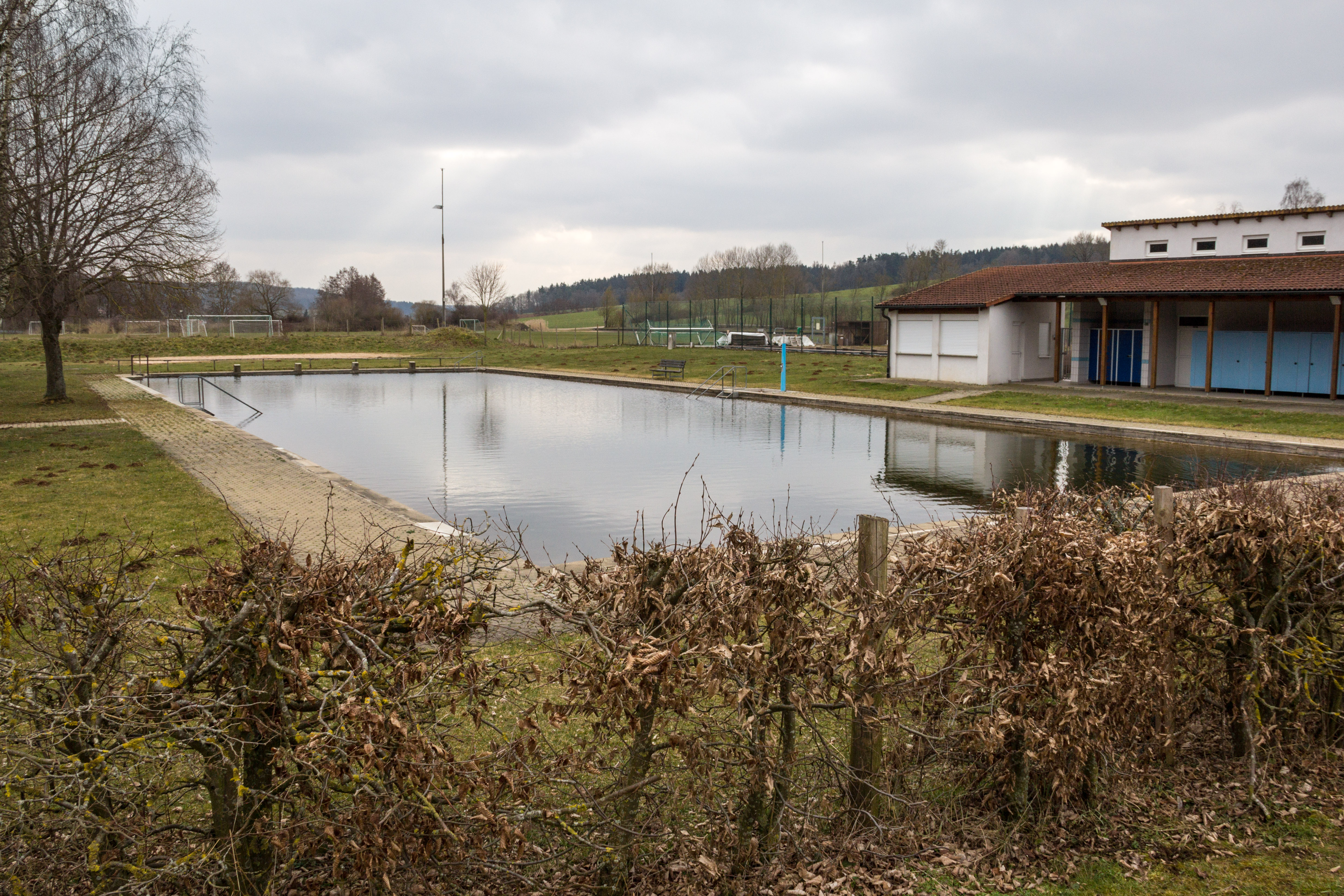
Naturfreibad Heidenheim

Am Sportplatz Heidenheim befindet sich ein Naturfreibad mit einem Kinderbecken, einem Kiosk, einer Liegewiese, einem Beach-Volleyball-Platz und einer Tischtennisanlage. Der Eintritt ist frei.

## Persönlichkeiten

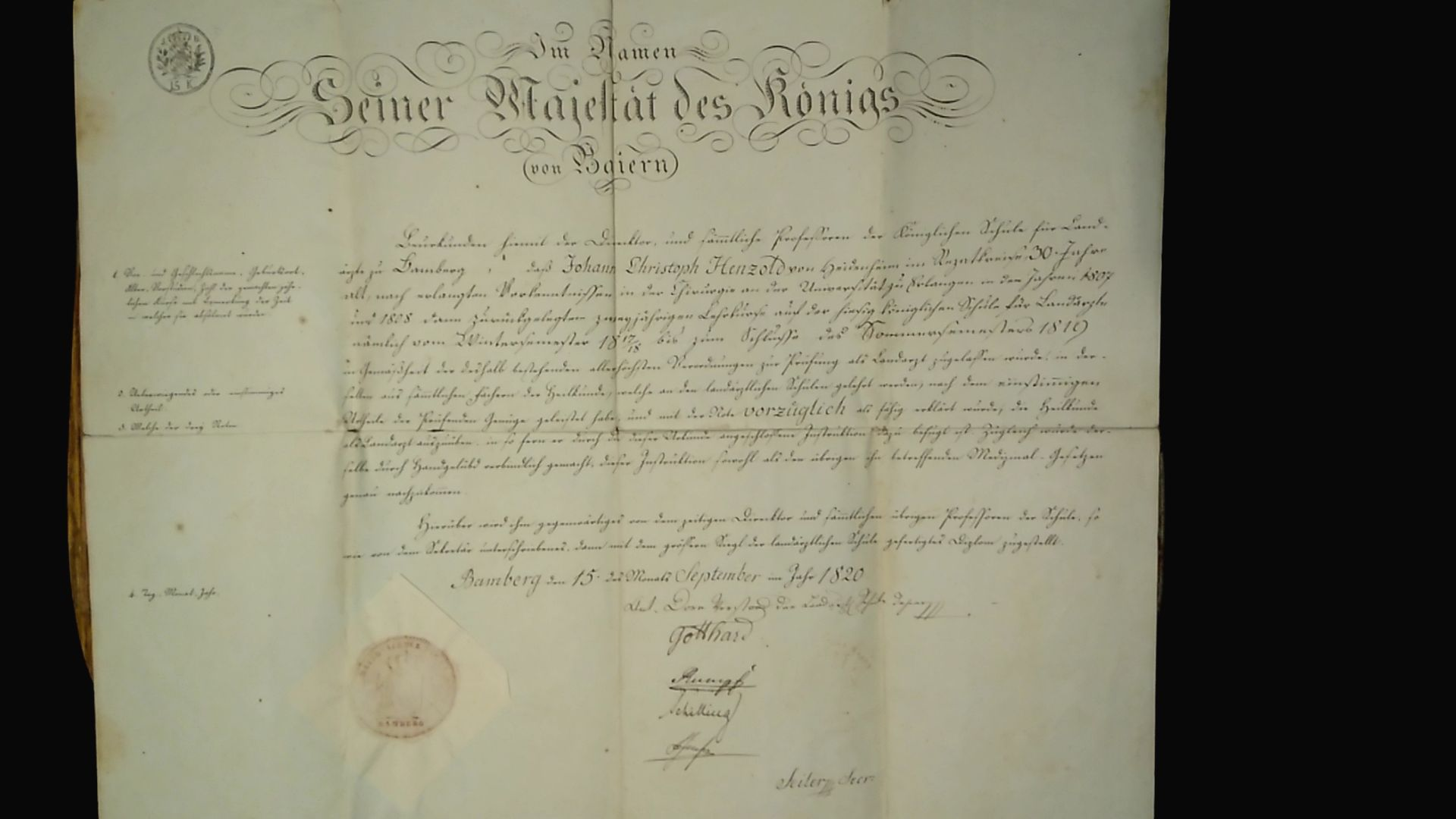
Johann Christoph Henzold Approbation

- Wunibald (701–761), angelsächsischer Missionar und erster Abt von Heidenheim
- Walburga (um 710–779), Äbtissin von Heidenheim
- Hugeburc (*730 bis 740, † unbekannt), Nonne im Kloster Heidenheim, Verfasserin der Heiligenviten von Wunibald und Willibald von Eichstätt
- Lorenz Christoph Mizler (1711–1778), philosophischer Gelehrter und Schriftsteller
- Wolf Heidenheim (1757–1832), deutsch-jüdischer Gelehrter und Drucker
- Johann Heinrich Keerl (1759–1810), Jurist und Schriftsteller
- Johann Christoph Henzold (1787–1858), Landgerichtsarzt
- Lazarus Bergmann (1799–1852), Gelehrter, Rabbiner und Unternehmer, Sohn des Heidenheimer Rabbiners Joseph Bergmann
- Heinrich Volkmar Andreae (1817–1900), deutsch-schweizerischer Apotheker
- Friedrich Lutz (1852–1918), Brauereibesitzer, Landwirt und Mitglied des Deutschen Reichstags
- Moses Gutmann (1894–1961), Arzt und Allergologe, 1936 Emigration nach Palästina, Gründer der Israelischen Gesellschaft für Allergologie
- Waldemar Klink (1894–1979), Chorleiter und Komponist
- Hermann Greiner (1920–2014), Offizier der Luftwaffe im Zweiten Weltkrieg und der Bundesluftwaffe
- Fritz Dietrich (* 1998), deutscher E-Sportler bei Alternate Attax